# Zoran Mišić
Zoran Mišić (22 augustus 1937) is een Joegoslavisch voormalig voetballer van Macedonische afkomst. Hij was een doelverdediger die in de jaren zestig enkele keren uitkwam voor het Joegoslavisch elftal. 
In de Joegoslavische competitie speelde Mišić achtereenvolgens voor FK Vardar Skopje, NK Rijeka en NK Zagreb. In juni 1966 verkaste hij naar FC Twente in Nederland. Hij was twee seizoenen de eerste keeper van de Tukkers. Toen Twente in 1968 Piet Schrijvers aantrok, ging Mišić terug naar NK Zagreb.
Via het Oostenrijkse Grazer AK keerde Mišić in 1972 terug bij FC Twente. Hij was voornamelijk reserve achter Schrijvers en speelde in totaal vijf duels. In 1973 vertrok hij naar FK Skopje, waar hij zijn voetballoopbaan afsloot.